# 西廻海運
西廻海運（にしまわりかいうん）は、江戸時代前期に成立した、日本海沿岸を西廻りに、酒田から佐渡小木・能登福浦・下関などを経て大阪に至り、さらに紀伊半島を迂回して江戸に至る航路（北前船）による海上輸送。寛文12年（1672年）、江戸の商人河村瑞賢の幕命を受けて行った海運の刷新によって確立した。
寄港地は以下であった。
（酒田）　⇒　佐渡の小木　⇒　能登の福浦　⇒　但馬の柴山　⇒　石見の温泉津　⇒　長門の下関　⇒　摂津の大坂　⇒　紀伊の大島　⇒　伊勢の方座　⇒　志摩の畦乗　⇒　伊豆の下田　⇒　（江戸）

## 概要
日本海と瀬戸内海との海運は江戸時代以前に始まるが、江戸時代に入ってからは寛永15年（1638年）に鳥取藩と加賀藩が大阪廻米を行った。また、万治2年（1659年）には輸送を請け負った正木半左衛門らにより出羽国村山郡の幕領米が酒田港から西廻りで江戸に廻米されている。寛文11年（1671年）には、正木半左衛門らに替り河村瑞賢が出羽国の幕領米の江戸廻米を命ぜられた。瑞賢は、同年開いたばかりの東廻海運ではなく、距離は倍以上になるが安全な西廻りを採ることとした。そして、事前に海路の危険、寄港地の便などを踏査し寄港地を定め、航路を確かめ各地に番所を設け、御城米輸送の安全をはかる諸施設を設置するなど、刷新的な方法で輸送にあたった。

### 刷新の内容
瑞賢は従来の商人請負による江戸廻米を改め、積船を幕府の直雇とし、北国海運で活躍していた北国船ではなく江戸への航路に慣れた塩飽船など東瀬戸内海の船と船頭を選んだ。また従来、最上川を下った御城米はいったん酒田の商人の町蔵に保管され日和をみて廻米船に積み込まれる方式であったが、御城米専用の野積の米蔵を建て、輸送も上流船の独占を止め下流船も活用、請負人の負担であった川舟運賃を幕府の負担とし低運賃に改めるなど、経費の削減を図った。御城米の輸送体系から商人資本の町蔵、町船などを排しての官営輸送であり、農民の負担増を招いた改革でもある。
積載船は、幕府直雇の御城米廻漕専用とし、大阪で徴用された後空船で積出港に向かった。廻漕船は御用船であることを示す朱の丸の「官幟」を掲げ、入出港においての優先権と入港税の免除などの優遇策が取られ、沿線の諸侯にも御城米船の保護を命じた。また代官に命じて寄港地に立務場を置き、御城米船の保護に当らせるとともに積載量を厳密に検査させた。官米の廻漕は利益も少なく、利鞘を稼ぐため超過して荷を積むことも少なくなかったからである。そのかわり、寄港地での乗組員用の食料米は余分に買い込ませた。江戸への航海日数が少ないほど食料米は余ることとなり、その売買益は乗組員の取り分とした。しかし不測の事態により積荷を減ずる必要が生じた場合は必ず食料米から海に投棄するよう命じた。トラブルを避け船を速やかに運航させるため船中での賭博を禁じた。
岩礁が多く危険な下関港には水先案内船を備え、鳥羽港口の菅島では、毎夜烽火を挙げ廻漕船の目標とするなど航路の安全確保に努め、積出港の酒田と寄港地および江戸には手代を置き管理にあたらせ、輸送体系の刷新を図った。

## 影響
この輸送体系は海上輸送の安全を図るとともに、米の輸送を幕府の管理の元に置き、輸送経費の削減にも役立つものであった。瑞賢による輸送体系の刷新と整備は、西廻海運の隆盛と大阪市場の発展をもたらし、御城米輸送体系としてその後長く用いられたばかりでなく、これを契機に奥羽諸藩の蔵米輸送もこれに習い、従来琵琶湖を経由していた日本海側からの上方廻米もこの方式を基本として行われるようになった。
それまで、津軽および出羽からの輸送は敦賀か小湊で陸上げし、陸路琵琶湖に至り湖上を船で大津に送り、また陸送して京阪に運ぶルートであり、江戸へはさらに大阪からの船便であった。当時は米は重要な戦略物資であり、大量生産、大量輸送、米余りの昨今の常識では考えられぬことではあるが、輸送経路の長さや日数より何より、米一粒の無駄もない輸送が望まれ、海路から陸路そして水路へと積み替え回数が多く、従って米の損失が避けられない琵琶湖を経由する廻漕は敬遠されるようになったのである。
これら輸送体系の刷新によって、敦賀あるいは小湊から大津を経る米輸送が大打撃を受けたのに対し、大阪の中央市場としての性格が一層強化され、瀬戸内海廻船の日本海への進出が著しくなった。